# مانوئل لاتزاری
مانوئل لاتزاری (انگلیسی: Manuel Lazzari؛ زادهٔ ۲۹ نوامبر ۱۹۹۳) بازیکن فوتبال اهل ایتالیا است که برای باشگاه لاتزیو بازی می‌کند.